# 申行运
申行运（1952年10月—），河南温县人，中国人民解放军少将军衔，曾任中国人民解放军航天员大队首任大队长（1998年－2009年）。他是中国航天员大队的主要组建者之一，任内负责中国首批航天员的选拔工作，顺利完成神舟五号、神舟六号、神舟七号等飞行任务。
2003年11月，中央军委授予中国人民解放军航天员大队“英雄航天员大队”荣誉称号。